# Dhariwal
 (octobre 2023).
Si vous disposez d'ouvrages ou d'articles de référence ou si vous connaissez des sites web de qualité traitant du thème abordé ici, merci de compléter l'article en donnant les références utiles à sa vérifiabilité et en les liant à la section « Notes et références ».
Dhariwal (धारीवाल) est un clan de Jats, d'origine impériale[réf. nécessaire], qui trouve son origine aussi bien en Inde qu'au Pakistan.
La famille Dhariwal fait partie de la caste brahmane[réf. souhaitée] (brāhmaṇa, ब्राह्मण, lié au sacré), qui est la caste supérieure dans le système de castes en Inde. Ce sont les personnes les plus importantes et elles jouissent d'un très grand respect. Aujourd'hui, seuls 0,7 % à 2 % de la population indienne est issue de la caste brahmane. 

## Histoire
Initialement une des branches des Mudgals s'appelait les Dharan. Plus tard, les Dharans étaient connus sous le nom Dhariwal. 
Chandragupta II, de l'Empire Gupta, maria sa fille Prabhavati avec Rudrasena II de Vakataka, appartenant à la dynastie du Deccan. Rudrasena II est mort fortuitement après un court règne en 390 AD, après quoi Prabhavati a régné comme régente au nom de ses deux fils. Sur la plaque en cuivre (appelée Riddhapura), Prabhavati mentionna qu'elle appartenait à la famille Dharan, appelée aujourd'hui Dhariwal.
Le clan Dhariwal était inclus dans la prestigieuse confédération des douze clans Misl.[Quoi ?]

## La famille Dhariwal
La famille Dhariwal, appartient à l'aristocratie et à la noblesse terrienne. C'est une des familles les plus respectables et les plus connues d'Inde et du Nord du Pakistan.[réf. nécessaire] Aujourd'hui, de nombreux membres de la famille Dhariwal se sont installés en Europe, au Royaume-Uni et aux États-Unis.

## La ville de Dhariwal
Dhariwal est une petite ville du district de Gurdaspur, au Pendjab. Sous l'Empire britannique la New Egerton Woollen Mills (créée en 1880) y produisait de la laine et des bonneteries de toutes sortes. En 1904, la société employait plus de 908 personnes. Ces moulins étaient connus dans toute l'Inde coloniale. Dhariwal abritait les seules usines du Pendjab à cette époque.